# Резонанс Ферми
Резонанс Ферми — сильное взаимодействие между колебательными уровнями, возникающее если двум колебательным состояниям в гармоническом приближении соответствуют одинаковые или почти одинаковые энергии (если не учитывать взаимное влияние). Явление было впервые объяснено известным итальянским физиком Энри́ко Фе́рми.

## Общий формализм
Объяснение расщепления симметричной частоты для молекулы CO2 было дано Ферми в 1931 г., впервые рассмотревшим взаимные возмущения колебательных уровней данного типа. В инфракрасном спектре CO2 наблюдаются две очень интенсивные полосы 2349,3 см−1 и 667,3 см−1, соответствующие нечетным основным колебаниям А1u и E1u. В спектре комбинационного рассеяния наблюдается интенсивная двойная линия 1285,5 см−1, 1388,3 см−1, соответствующая четным колебаниям А1g. Наличие двух линий вместо одной и является результатом резонанса.
Если имеет место случайное вырождение, то благодаря взаимному влиянию колебаний — «возмущению» колебательных уровней — вырождение снимается и происходит расщепление вырожденного уровня, тем большее, чем сильнее взаимодействие. В данном случае основная частота симметричного валентного колебания почти точно равна частоте первого обертона деформационного колебания. Нулевые частоты равны ν1 — 1351,2 см−1 и ν2 = 672,2 см−1 (то есть 2ν2 ≈ ν1) и вычисленные из них, с учетом ангармоничности колебаний, положения уровней разнятся лишь на 16,7 см−1. Вследствие взаимодействия колебаний ν1 и 2ν2 расстояние уровней увеличивается до 1388,3 — 1285,5 = 102,8 см−1, и вместо интенсивной основной частоты ν1 и слабого обертона 2ν2 получаются две интенсивные частоты, каждая из которых соответствует наложению обоих колебаний.
Хотя резонанс Ферми и является результатом случайного вырождения, однако встречается довольно часто, особенно у сложных молекул; из-за большого числа различных обертонов и составных частот вероятность случайных совпадений колебательных уровней достаточно велика. Следует отметить, что резонанс Ферми может иметь место лишь для колебательных уровней одной симметрии.